# Lilium philadelphicum

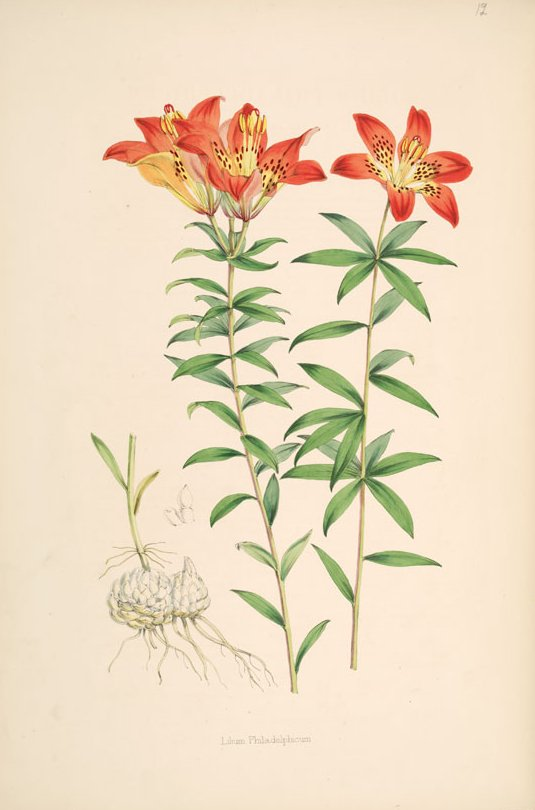
Lilium philadelphicum ilustração de Walter Hood Fitch.

Lilium philadelphicum é uma espécie de planta com flor, pertencente à família Liliaceae. É nativa da América do Norte.
Uma variante da espécie (L. philadelphicum andinum) foi designada como emblema oficial do estado de Saskatchewan, no Canadá, em 1941. Também figura na bandeira de Saskatchewan.

## Variedades
- L. p. var. andinum
- L. p. var. philadelphicum